# Carsten Tegethoff
Carsten Tegethoff (* 3. Juli 1971 in Warburg) ist ein deutscher Jurist. Er ist seit dem 5. November 2015 Richter am Bundesverwaltungsgericht.

## Leben und Wirken
Tegethoff war nach Abschluss seiner juristischen Ausbildung in Bayreuth als Rechtsanwalt tätig. 2000 trat er in den Justizdienst des Freistaates Bayern ein und war zunächst dem Verwaltungsgericht Würzburg zugewiesen. In demselben Jahr promovierte ihn die Julius-Maximilians-Universität Würzburg zum Doktor der Rechte. 2001 wechselte er als Regierungsrat zur Regierung von Unterfranken. 2003 erfolgte seine Abordnung zunächst als wissenschaftlicher Mitarbeiter an das Bundesverwaltungsgericht, anschließend als Richter kraft Auftrags an das Verwaltungsgericht Lüneburg. 2006 wurde er zum Richter am Niedersächsischen Oberverwaltungsgericht ernannt. Seit 2011 war er an das Niedersächsische Justizministerium abgeordnet.
Das Präsidium des Bundesverwaltungsgerichts wies Tegethoff zunächst dem 6. Revisionssenat zu, der u. a. für das Schul- und Hochschulrecht, das Prüfungsrecht, das Rundfunkrecht, das Presserecht, das Postrecht und das Telekommunikationsrecht, das Eisenbahnrecht, das Versammlungsrecht, das Polizei- und Ordnungsrecht, das Recht der Verfassungsschutzbehörden und Nachrichtendienste sowie das Staatskirchenrecht zuständig ist.